# První list Tesalonickým

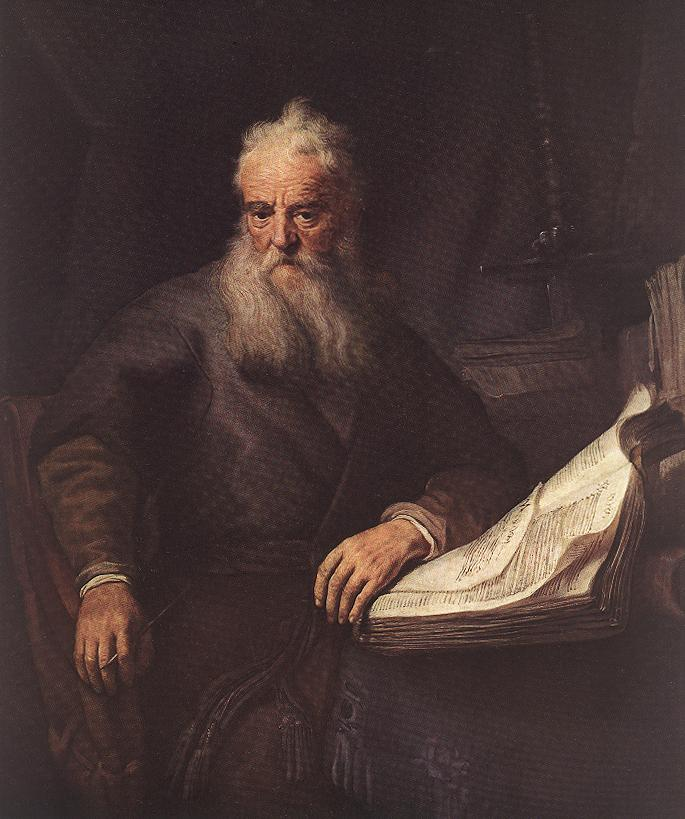
Rembrandt: Sv. Pavel, 1635

1. list Tesalonickým, zkratka 1Te nebo 1Sol (řecky Πρὸς Θεσσαλονικεῖς α´ Pros thessalonikeis 1, někdy též 1. list Soluňským, neboť Soluň je český název pro řecké město Thessaloniké, dnešní Thesaloniki) je jedním ze sedmi všeobecně uznávaných autentických listů sv. Pavla a obvykle je označován za nejstarší. Datuje se do počátku 50. let prvního století, nejčastěji přímo do roku 50. Je zařazen jako 13. kniha Nového zákona.

## Textové otázky
1. list Tesalonickým vůči klasickému antickému dopisnímu schématu vykazuje jisté anomálie, především dvojí závěr a úvod. To vede většinu badatelů k závěru, že dnešní text tohoto listu se skládá ze dvou samostatných listů, Listu A a Listu B. List A (2,13-4,2) je přitom vnořen do listu B (1,1-2,12; 4,3-5,28). Podobné slučování několika listů při jejich redakci a publikaci nebylo ve starověku neobvyklé (viz některé vydané dopisy Ciceronovy).

### List A
List A (2,13-4,2) byl napsán buď v Aténách nebo krátce po odchodu z nich. Pavel v dopise velmi emotivně reaguje na výdrž Tesalonických během pronásledování, které propuklo ve městě (mezi tamními Židy?) krátce po jeho odchodu, nebo snad těsně před ním. Dopis postrádá jakoukoli morální nauku či řešení věroučných otázek. Jedná se z tohoto hlediska o klasický antický dopis.

### List B
List B (1,1-2,12; 4,3-5,28) byl napsán v Korintu několik týdnů po Listu A. Situace v Thesalonice se poněkud změnila. Pavel byl uvnitř komunit kritizován, ale podle Pavlovy reakce se zdá, že nevěděl proč. Kromě toho se Pavel od samotných Tesalonických, kteří přišli (za obchodem?) do Korintu, dozvěděl, že v komunitě vznikly jisté spory o to, co bude s mrtvými do příchodu Páně (parusie).
Ve svém listě, který je odpovědí na tyto problémy, odpovídá Pavel vyjádřením své víry v blízkou parusii (špatné pochopení tohoto textu je opraveno v 2. listu Tesalonickým). Kromě toho se zabývá tím, že chování křesťana je první evangelizací, proto má křesťan žít vzorně a příkladně. Přesto Pavel nezmiňuje jednotlivé příkazy, jak žít; každý pokřtěný musí být s to ze své víry vyvodit důsledky pro vlastní život. Pavel se nepovažuje za autoritu – místní církev je pro něj samostatná. Pavlova sexuálními termíny charakteristická mluva zde neapeluje na konkrétní sexuální prohřešky a chování, ale spíše ji Pavel používá jako obraznou mluvu pro čistotu života a pro věrnost Bohu, ve stylu mluvy starozákonních proroků.